# Adrián Oscar Lucero
Óscar Adrián Lucero né le 16 août 1984 à Las Heras, est un footballeur argentin.
Il évolue habituellement comme milieu de terrain.

## Carrière
Adrián Lucero joue successivement dans les équipes suivantes : Newell's Old Boys, Racing Club AC, Club Olimpo, Panthrakikos FC, AEK Larnaca, Apollon Smyrnis et Skoda Xanthi.